# We Ride
We Ride è una canzone cantata da Rihanna per il suo secondo album A Girl like Me. La canzone è stata confermata come terzo singolo da MTV ed è uscita nella metà del 2006.
Negli Stati Uniti il brano non entra nella Hot 100, ma ottiene più successo altrove. Non è entrata neanche nella chart del Canada ma nel Regno Unito è entrata in top 20 e in Nuova Zelanda nella top 10. A causa di questi scarsi risultati, il singolo Break It Off cantata con Sean Paul ha iniziato l'airplay prima del previsto.

## Descrizione
We Ride è una canzone hip hop soul che parla del passato di una donna e del suo rapporto doloroso. Lei canta sulla promessa di come sarebbero stati sempre insieme ma continua a descrivere i momenti in cui ha fatto qualcosa per rimanere soli. Rihanna dice «when we ride, we ride, its 'til the day that we die». Nel secondo verso ha dei flashback del passato di quando erano insieme. La canzone è stata scritta e prodotta da Stargate, lo stesso team che ha co-scritto e co-prodotto So Sick e Sexy Love di Ne-Yo, Scandalous delle Mis-Teeq e anche il singolo precedente di Rihanna, Unfaithful.

## Video musicale
Il video è stato girato a Miami ed è stato diretto da Anthony Mandler. Il 18 settembre il video è andato in première in Canada e il 20 settembre a Total Request Live dove ha debuttato alla 9
All'inizio del video Rihanna si incammina verso una Jeep bianca, ma viene interrotta dal suo cellulare; una volta risposto inizia la canzone.
La scena viene spostata su un'autostrada sul mare, dove Rihanna canta il singolo e guidare la precedente vettura; questa scena viene alternata a Rihanna, mentre balla danza classica mescolata a della danza pop con un abito marrone e uno chignon su uno sfondo del tutto bianco.
Poi Rihanna immerge i piedi nella riva del mare, successivamente la vedremo sdraiata sul bagnasciuga.
In seguito la scena si sposterà all'entrata di un negozio ed è qui che Rihanna uscirà dalla Jeep con tre amiche ed entrerà dalla porta, dove siederà ad un tavolo con loro e mentre le ascolta mangia una patatina fritta, poi faranno un brindisi; questa scena non solo è alternata a quelle precedenti della riva del mare, ma è anche alternata a delle altre scene di Rihanna che cammina per strada con le sue amiche.
L'ultima scena si sposta in un pub dove Rihanna si avvicina a un ragazzo con movenze sexy, poi ballerà con lui.
Infine il video si conclude con lo sfondo bianco e lo sguardo di Rihanna rivolto verso il vuoto.

## Classifiche
| Classifica (2006-08) | Posizione massima |
| -------------------- | ----------------- |
| Australia            | 24                |
| Belgio (Fiandre)     | 40                |
| Belgio (Vallonia)    | 26                |
| Finlandia            | 4                 |
| Germania             | 45                |
| Irlanda              | 17                |
| Italia               | 16                |
| Nuova Zelanda        | 7                 |
| Paesi Bassi          | 60                |
| Regno Unito          | 17                |
| Stati Uniti          | 107               |
| Svizzera             | 42                |

## Pubblicazione
| Paese       | Data            |
| ----------- | --------------- |
| Regno Unito | Settembre 2006  |
| Stati Uniti | 23 ottobre 2006 |